# Betulia Liberata

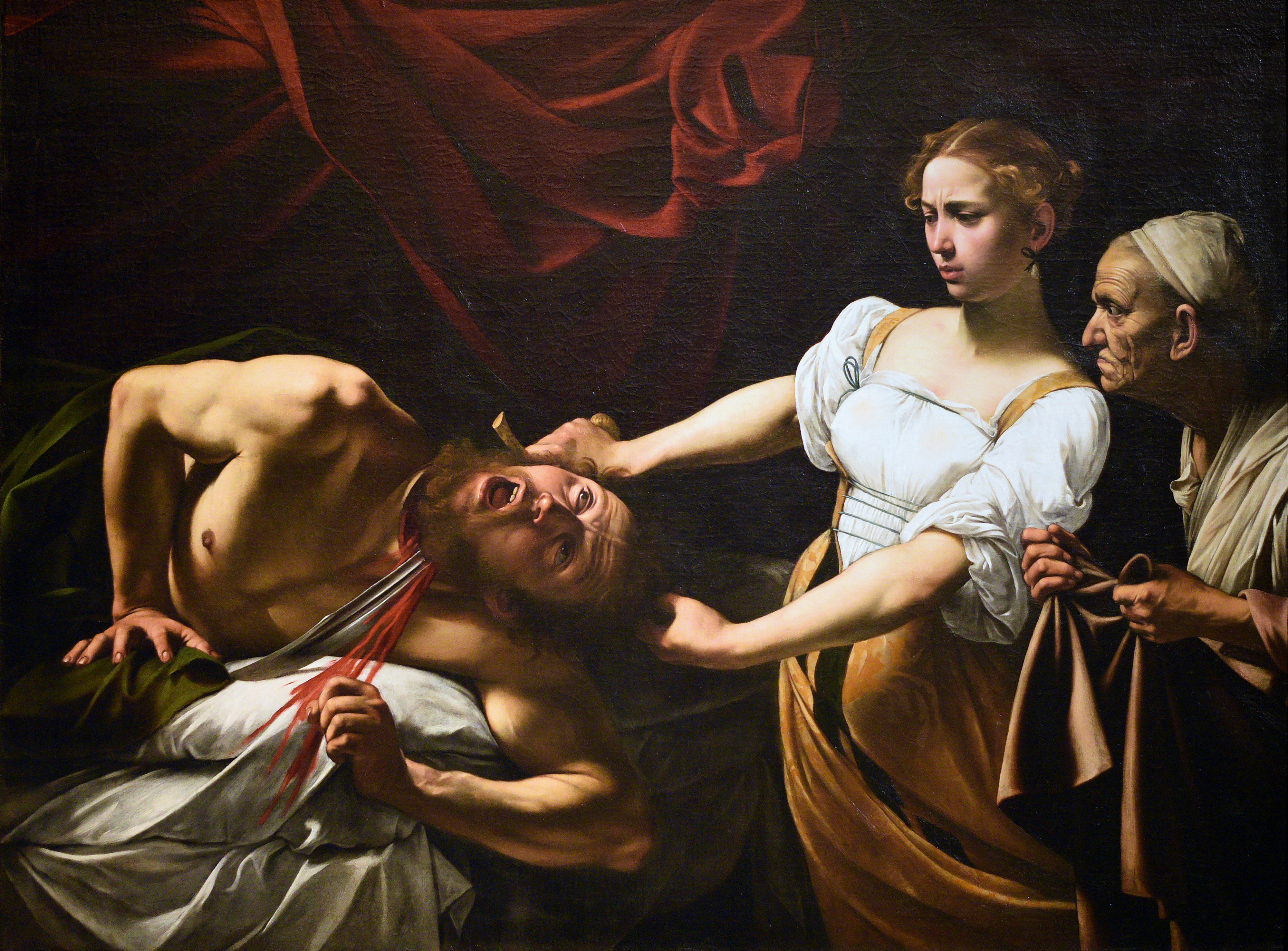
Judit i Holofernes, Caravaggio

La Betulia Liberata és un oratori escrit per Wolfgang Amadeus Mozart l'any 1771 durant el mes que es va estar a Pàdua quan tornava de Venècia a Salzburg.

## Interpretació del motBetulia
L'alliberació de Betúlia per Judit era originàriament una narració en hebreu al·legòrica en un món imaginari amb noms que poden tenir sentits diversos: Betulia = Betel 'casa de Déu, la ciutat on resisteix una comunitat', Judit = Judea.
(font d'informació)

## Personatges
- Ozia, governador de Betulia (tenor)
- Giuditta, (Judit) vídua de Manassès (alto)
- Amital, noble d'Israel (soprano)
- Achior, príncep dels Ammonites (baix)
- Cabri e Carmi, caps del poble (sopranos)
- Betulians (cor)

## Sinopsi argumental

### Primera part
Els israelites s'han refugiat a Betúlia per resistir el setge d'un exèrcit assiri. A fi de conèixer millor el seu enemic, Holofernes, cabdill dels assiris, pregunta a Achior, que es familiaritza amb els israelites, i aquest respon que aquests no poden ser vençuts mentre restin fidels al seu déu. Holofernes, que no admet altre déu que Nabucodonosor, fa desterrar Achior a Betúlia.
A Betúlia Ozias es rebel·la. Hi ha qui creu que per tal d'evitar els terribles efectes del setge assiri (tall del subministrament d'aigua…) fóra millor sotmetre's que continuar resistint. Ozias demana cinc dies més; segurament Déu els salvarà.
Judit, quan sent això, interromp el seu dol pel seu marit Manasses, que havia mort d'una insolació mentre vigilava la collita de l'ordi, per fer comprendre a Ozias i als betulians que és un error desesperar de la gràcia de Déu i desafiar-lo posant-li límits. I els diu que ha pensat un pla arriscat per posar fi al setge; cal que es trobin amb ella a la porta aquest vespre.
A la porta, Ozias se sorprèn de veure Judit pròdigament vestida, perfumada i enjoiada. Anuncia que surt de la ciutat acompanyada només d'una serventa. Ozias s'horroritza de pensar què pot passar, però decideix confiar en Judit i l'acomiada.

### Segona part
Malgrat que s'estan morint de gana, Ozias i Achior troben l'energia per entrar en una discussió teològica. Achior no pot entendre per què Ozias i els israelites estan contents de creure en un sol déu; Ozias s'oposa que un déu només pot ser perfecte si és únic. Amital entra, encara preocupat per la moral a Betúlia. Els interromp una gran commoció a la porta: Judit ha tornat.
Judit explica que durant la nit va anar al campament dels assiris i va ser acceptada a la tenda d'Holofernes. Allà va esperar mentre el seu hoste menjava i s'emborratxava en l'estupor. Després va agafar-li l'espasa i va tallar-li el cap amb dos cops. No es va estalviar cap horrible detall: "El tronc separat va caure al terra ensangonat. Vaig cobrir el cap semiviu tremolant sota la mà que l'aguantava". Per provar la seva història de sobte treu el cap separat, d'una bossa que portava la seva serventa. Achior el reconeix al moment i es desmaia, però de seguida es recupera i repudia la seva religió politeista. I així s'arriba a una fi en què el poble de Betúlia canta un cor de pregària al seu déu. font Arxivat 2010-02-04 a Wayback Machine.

## L'obra

### Primera part
1. Obertura
2. Recitativo: Popoli di Betulia (Ozia)
3. Aria #1: D'ogni colpa la colpa maggiore (Ozia)
4. Recitativo: E in che sperar? (Cabri, Amital)
5. Aria #2: Ma qual virtù non cede (Cabri)
6. Recitativo: Già le memorie antiche (Ozia, Cabri, Amital)
7. Aria #3: Non hai cor (Amital)
8. Recitativo: E qual pace sperate (Ozia, Amital, Coro)
9. Aria con il Coro #4: Pietà, se irato sei (Ozia, Coro)
10. Recitativo: Chi è costei che qual sorgente aurora (Cabri, Amital, Ozia, Giuditta)
11. Aria #5: Del pari infeconda (Giuditta)
12. Recitativo: Oh saggia, oh santa (Ozia, Cabri, Giuditta)
13. Aria con il Coro #6: Pietà, se irato sei (Ozia, Coro)
14. Recitativo: Signor, Carmi a te viene (Cabri, Amital, Carmi, Ozia, Achior)
15. Aria #7: Terribile d'aspetto (Achior)
16. Recitativo: Ti consola, Achior (Ozia, Cabri, Achior, Giuditta)
17. Aria #8: Parto inerme, e non pavento (Giuditta)
18. Coro #9: Oh prodigio! Oh stupor! (Coro)

### Segona part
1. Recitativo: Troppo mal corrisponde (Achior, Ozia)
2. Aria #10: Se Dio veder tu vuoi (Ozia)
3. Recitativo: Confuso io son (Achior, Ozia, Amital)
4. Aria #11: Quel nocchier che in gran procella (Amital)
5. Recitativo: Lungamente non dura (Ozia, Amital, Coro, Cabri, Giuditta, Achior)
6. Aria #12: Prigionier che fa ritorno (Giuditta)
7. Recitativo: Giuditta, Ozia, popoli, amici (Achior)
8. Aria #13: Te solo adoro (Achior)
9. Recitativo: Di tua vittoria (Ozia, Amital)
10. Aria #14: Con troppa rea viltà (Amital)
11. Recitativo: Quanta cura hai di noi (Cabri, Carmi, Ozia, Amital)
12. Aria #15: Quei moti che senti (Carmi)
13. Recitativo: Seguansi, o Carmi (Ozia, Amital, Cabri, Achior, Giuditta)
14. Aria con il Coro #16: Lodi al gran Dio (Giuditta, Coro)

## Enregistraments
- W.A. Mozart: La Betulia Liberata, Leopold Hager, Philips 422522-2
- W.A. Mozart: La Betulia Liberata, Carlo Felice Cillario, A. Charlin AMS 2627/8-2
- W.A. Mozart: La Betulia Liberata, Mario Rossi, Opera d'Oro
- W.A. Mozart: La Betulia Liberata, Peter Maag, Brilliant Classics, 99944
- W.A. Mozart: La Betulia Liberata, Christoph Popppen, Deutsche Grammophon, DVD 4400734248

Tots els enregistraments estan disponibles en un doble CD.